# Clemens Friedrich Droste zu Hülshoff
Clemens Friedrich Freiherr Droste zu Hülshoff (* 28. Mai 1837 in Burg Hülshoff; † 6. Dezember 1919 in Haus Stapel) war Landrat in Büren und Besitzer von Haus Stapel.

## Herkunft

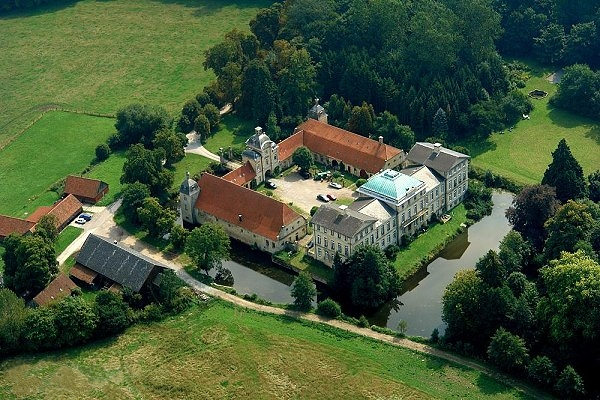
Haus Stapel im Besitz der Familie von 1801 bis 1956

Clemens Friedrich von Droste zu Hülshoff war der vierte Sohn von Werner-Constantin von Droste zu Hülshoff (1798 bis 1867), eines Bruders der Dichterin Annette von Droste-Hülshoff, und dessen Ehefrau Caroline Freifrau von Wendt (1802 bis 1881) und gehörte der 21. Generation seiner Familie an. Geschwister von ihm waren u. a. Heinrich von Droste zu Hülshoff, Ferdinand von Droste zu Hülshoff, Carl Caspar von Droste zu Hülshoff und Elisabeth von Droste zu Hülshoff. 

## Ausbildung und Beruf
Er studierte Jura und wurde 1871 königlich-preußischer Landrat des Landkreises Büren. Da er sich weigerte, die von Bismarck erlassenen Kulturkampf-Gesetze auszuführen, wurde er, wie sein ältester Bruder Heinrich, 1875 abgesetzt. 

## Familie
Am 7. August 1873 hatte er sich in Haus Böddeken mit Maria Bernhardine Auguste Pauline von Mallinckrodt (* 7. Juli 1846 in Böddeken; † 22. Januar 1922 in Haus Stapel) verheiratet. Aus dieser Ehe gingen sieben Kinder hervor. Sein dritter Sohn Clemens von Droste zu Hülshoff wurde Landrat im Kreis Höxter (1816–1974).
1882 übernahm er von der Familie seines Onkels Heinrich Johannes von Droste-Kerckerinck (1808–1872) Haus Stapel. 1882 stiftete er in Havixbeck das noch bestehende Marienstift, das dem Ort fast 100 Jahre lang als Krankenhaus diente und 1978 in ein Altenwohn- und -Pflegeheim umgewandelt wurde.